# Petynka
Usedlost Petynka (dříve zkomoleně [česky i německy] také Spetinka) se nachází v Praze 6 – Břevnově. Jde o dvě budovy s dnešními adresami Na Petynce 487/21 a ev. č. 77 (dříve snad 32/19[zdroj?]). V těsné blízkosti Petynky se nacházejí další usedlosti: Panenská (které se často říká Malovanka; původní Malovanka zcela zanikla), Schleiferka (v níž byl klub Na Petynce, proto se jí někdy říká také Petynka) a Kajetánka. Od roku 2024 je usedlost zpátky v majetku ministerstva vnitra.

## Historie
Na místě původní vinice ji roku 1650 založil hrabě František Eusebius z Pöttingu, který mimo jiné zastával funkci místokancléře v království českém. Původně barokní stavba několikrát měnila majitele a dočkala se přestaveb do klasicistního a novogotického slohu, v 19. století opět skončila v rukou Pöttingů. V tomto období byla Petynka oblíbeným výletním místem Pražanů a fungoval zde hostinec, kde se pořádaly různé slavnosti. Posledním příslušníkem rodu Pöttingů, který usedlost vlastnil, byl hrabě Emanuel. Po jeho smrti v roce 1898 přešel objekt do správy Kongregace Milosrdných sester svatého Vincence de Paul, charitativní církevní organizace Vincentinum, která objekt i s přilehlými pozemky využívala jako ústav pro choré až do zrušení společnosti v roce 1949. V roce 1951 zabrala areál armáda. V polovině 20. století byly některé části usedlosti zbořeny, jiné byly přestavěny na garáže, které jsou tam dodnes. Spolu s nimi dodnes stojí velká protáhlá dvoupatrová budova s přízemním přístavkem, která je ovšem opuštěná a ve zchátralém stavu. Podle informace z roku 1986 v této době budova „sloužila administrativním účelům“ (= ?). Dále tento zdroj informuje, že „zmizela socha sv. Vincence, umístěná na budově prelátem J. Říhánkem v roce 1834“ a že „zeď, obkloupující rozlehlou zahradu s (kajetánskou) kaplí, byla v 50. letech zbourána“.

## Současný stav usedlosti
Zbytky původní usedlosti jsou dnes zchátralé, jejich okolí zanedbané. Za účelem obnovy Petynky vznikl už v roce 1999 Nadační fond Vincentinum, který v roce 2006 získal Petynku bezplatně od Ministerstva obrany k veřejnému využití. Usedlost ovšem nadále chátrala a v květnu 2012 vydali památkáři souhlas s demolicí. Fond Vincentinum a společnost Geosan Kappa plánuje na místě Petynky postavit komplex s téměř 140 byty s péčí o seniory. Proti tomuto záměru se postavili občané s peticí za zachování usedlosti, opoziční zastupitelé Prahy 6 požádali Ministerstvo kultury o památkovou ochranu Petynky.. Společnost Geosan Kappa vedle toho koupila v roce 2008 od Prahy 6 přilehlé pozemky s tzv. břevnovským mrakodrapem z roku 1912 a namísto původně plánované opravy a přístavby k této budově plánuje její demolici a výstavbu sedmipatrových budov.